# Moriguchi (métro d'Osaka)
Pour les articles homonymes, voir Moriguchi (homonymie).
Moriguchi (守口駅, Moriguchi-eki) est une station du métro d'Osaka sur la ligne Tanimachi, située dans la ville de Moriguchi dans la préfecture d'Osaka.

## Situation sur le réseau
La station Moriguchi est située au point kilométrique (PK) 1,8 de la ligne Tanimachi.

## Histoire
La station a été inaugurée le 6 avril 1977.

## Services aux voyageurs

### Accès et accueil
La station est ouverte tous les jours.

### Desserte
- Ligne Tanimachi :
  - voie 1 : direction Yaominami
  - voie 2 : direction Dainichi

## Environs
- Gare Keihan Moriguchishi
- Siège social de Sanyo